# Jardín Wateke
Jardín Wateke es una discoteca y bar LGBT+ localizada en el cruce de las calles Colón y Colegio Civil, en el centro de Monterrey, Nuevo León, México. Se considera uno de los primeros centros nocturnos LGBT+ del estado que siguen operando.  

## Orígenes
El Wateke, como es conocido popularmente, se encuentra ubicado en una zona roja de la ciudad, en donde se pueden encontrar otras cantinas, salones de baile, así como espacios de trabajo sexual.

## Actualidad
El Jardín Wateke actualmente cuenta con cuatro áreas dentro de sus instalaciones: El Jardín Cruz-Blanca, que, según investigaciones se infiere que hasta el año 2004 se encontraba separado de las otras secciones; el Espartaco, la división más reciente del lugar; el Wateke propiamente, que después del año 2004 se conectó mediante un pasillo con el Jardín Cruz-Blanca; y el segundo piso del Wateke, conocido popularmente como “Wateke VIP”.
Al interior del que se considera uno de los primeros centros nocturnos "de ambiente" en la ciudad, se pueden escuchar muy diversos géneros musicales, entre los que destacan aquellos que puedan considerarse populares, desde norteño, tejano y banda hasta rock, pop, ska y reggaeton. Cada una de las zonas cuenta con su propio repertorio musical, por lo que se puede escuchar un género distinto solo con dar unos pasos hacia otra de sus zonas.

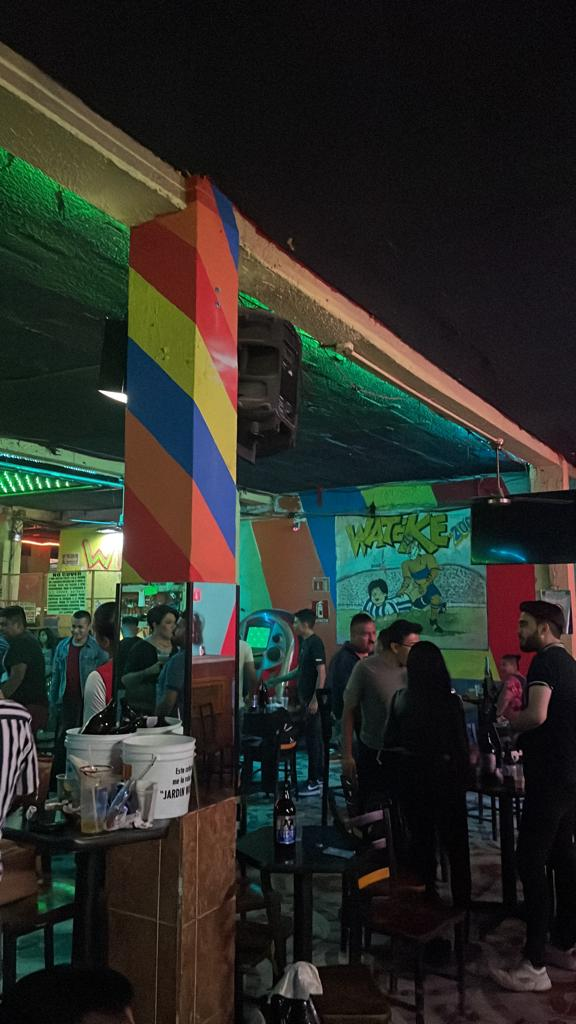
Interior de Jardín Wateke

El lugar es famoso por ser un sitio habitual al que muchas personas acuden durante la madrugada después de alguna fiesta o evento social, sin embargo por su amplio horario es común que también sea visitado en horarios de día o tarde por los que buscan un espacio para divertirse.
Jardin Wateke es reconocido por la diversidad social que en él se reúne. Es un espacio en el que pueden identificarse personas de diferentes clases sociales, identidades de género, orientaciones sexuales, entre muchas otras variantes, conviviendo y compartiendo momentos que en otros contextos pareciera imposible de conseguir.

### Visitantes reconocidos
Diversas personalidades del mundo artístico y musical han visitado el Jardín Wateke, entre los que destacan el escritor mexicano Carlos Monsiváis quien acudió al bar en el marco una edición de la Feria Internacional del Libro de Monterrey. 
Se cuenta también que, además de escritores, el lugar ha sido visitado por miembros de los Pet Shop Boys, Placebo, Alaska y Nacho Canut.